# Az Amerikai Egyesült Államok alelnöke

Az Egyesült Államok alelnöki pecsétje

Az Amerikai Egyesült Államok alelnöke az Egyesült Államok állam- és kormányfőjének általános, de önálló végrehajtó jogkörökkel nem rendelkező helyettese, az elnöklési utódlási sorrendben első helyen álló személy. Az alelnöki funkciót az Az Amerikai Egyesült Államok alkotmánya hozta létre. Az Alkotmány II. cikkelyének 1. szakasza alapján az elnökkel együtt négy évre választják meg, és újraválasztható. Amennyiben az elnököt hivatalából elmozdítják, elhuny, hivataláról lemond vagy nem képes ellátni az elnöki hivatallal kapcsolatos hatáskört és kötelességeket, az az alelnökre száll.
Az Egyesült Államok jelenlegi (ötvenedik) alelnöke J. D. Vance, aki 2025. január 20-tól tölti be ezt a tisztséget, mint Donald Trump második alelnöke.

## Megválasztása
Az Egyesült Államok Alkotmányának II. cikkelye rendelkezik az elnök, illetve az alelnök megválasztásának módjáról. Az eredeti választási rendben az elektorok által leadott szavazatok közül a legtöbbet kapott személy vált elnökké, s a második legtöbb szavazatot kapott személy tölthette be az alelnöki tisztséget. Így történt meg, hogy George Washington alelnöke a föderalista John Adams lett. Az Alkotmány XII. módosítása 1804-ben, illetve XIV. módosítása 1868-ban pontosította a választási rendszert, s ez alapján az elnököt megválasztó elektorok egyben az alelnököt megválasztó elektorok is, így gyakorlatilag nem lehetséges, hogy olyan személy kerüljön az alelnöki pozícióba, akit nem a megválasztott elnök jelölt.
Az alelnök lemondása esetén (az Alkotmány XXV. módosítása alapján) az elnök jelöl ki alelnököt, aki akkor veszi át hivatalát, ha a Kongresszus mindkét háza többségi szavazattal ezt megerősíti. E módosításig választások nélkül nem volt lehetőség az alelnök pótlására.

## Feladatköre
Az Alkotmány alapján az alelnök elsődleges jog-, és feladatköre az, hogy az Egyesült Államok elnökének feladatkörét az Alkotmányban meghatározott esetekben ideiglenesen, vagy véglegesen átvegye. Ezen kívül az Alkotmány egyetlen feladatkört engedélyez az alelnöknek, ő az Amerikai Egyesült Államok Szenátusa elnöke, de szavazati jog nélkül. Emellett külön törvény alapján hivatalból tagja a Smithsonian Intézet 17 tagú kormányzati testületének, valamint neki van joga kinevezni ennek a testületnek három szenátor tagját. Az Egyesült Államok Kódexe alapján hivatalból tagja az Amerikai Egyesült Államok szövetségi kormányának, s tagságának megerősítéséhez nem szükséges a Szenátus hozzájárulása. Mindezek mellett az alelnök jogköre – hasonlóan a kabinethez – szűkre szabott, kizárólag azt a feladatot láthatja el, amelyre az elnök megbízást adott, önálló végrehajtó jogosítványai nincsenek. John Adams szerint, aki az USA első alelnöke volt: „ez a legjelentéktelenebb hivatal, amit az emberi lelemény valaha is megalkotott.”

### Milyen esetekben töltheti be az elnöki funkciót
Az alelnök, mint az elnöki utódlási rendben az első személy az Alkotmányban meghatározott esetekben töltheti be az elnöki feladatokat. Ahhoz, hogy szóba jöhessen, mint ügyvezető elnök, rá is vonatkoznak mindazon kitételek, melyeket az Alkotmány feltételül az elnök számára előír: elnökké csak olyan személy választható, aki az Egyesült Államok állampolgáraként született, vagy a jelen alkotmány elfogadása idején az Egyesült Államok állampolgára; az elnöki tisztségre továbbá csak olyan személy választható, aki 35. életévét betöltötte és 14 év óta az Egyesült Államokban van a lakhelye. Amennyiben ennek a kitételnek nem felel meg elvileg alelnöknek megválasztható, de ki van zárva az elnöki öröklési sorból, így – a feladat lényege miatt – erre nem volt még példa.
Az alelnök az alábbi esetekben veheti át az elnöki feladatokat:
- Ha az elnököt elmozdítják hivatalából, elhunyt vagy lemond – ebben az esetben az elnöki esküt letéve azonnal elnökké válik.[10]
- Ha az elnök a Szenátus pro tempore elnökének és a Képviselőház elnökének írásos nyilatkozatot juttat el arról, hogy hivatali jogkörét és kötelezettségeit nem tudja ellátni, ameddig ennek ellenkezőjéről írásos nyilatkozatot nem tesz – ebben az esetben ügyvezető elnökként teljes elnöki jogkörben jár el, de státusza nem változik.[11]
- Ha az alelnök vagy a végrehajtó szervek vezető tisztségviselőinek többsége, illetve más hasonló testület – melyről a Kongresszus a törvény útján rendelkezik – írásos nyilatkozatot juttat el a Szenátus pro tempore elnökéhez és a Képviselőház elnökéhez arról, hogy az elnök nem képes jogkörét és hivatali kötelezettségeit ellátni – ebben az esetben ügyvezető elnökként teljes elnöki jogkörben jár el, de státusza nem változik. Az elnöknek írásban lehetősége van jelezni, hogy újra el tudja látni a hivatalát, ez ellen a fenti testületek négy napon belül tiltakozhatnak, s ekkor a teljes kongresszusnak kétharmados többséggel kell döntenie, hogy alkalmas-e az elnök a feladata ellátására. Amennyiben nem, akkor az alelnöknek le kell tennie az elnöki esküt, s elnökké válik, ellenkező esetben (illetve, ha meghatározott időn belül a döntés nem születik meg) az elnök visszaveheti pozícióját.[12]
- Abban az esetben, ha az elnököt a hivatali idejének megkezdéséig nem választották volna, vagy a megválasztott elnök valamilyen ok miatt nem töltheti be hivatalát, a megválasztott alelnök látja el az elnöki jogkört mindaddig, amíg az elnököt meg nem választják, vagy el nem hárul az akadály.[13]

## Elnöki funkciókat betöltő korábbi alelnökök

### Az Alkotmány alapján alelnökből elnökké vált személyek
Kilenc elnököt iktattak be megelőző választások nélkül, alelnöki pozícióból előlépve:
- Négyen mandátumuk lejárta után nem indultak az elnöki posztért, így soha nem választották meg őket elnöknek:
  - John Tyler – William Henry Harrison halálát követően lett elnök, nem indult az 1844-es választásokon
  - Millard Fillmore – Zachary Taylort követte, nem indult az 1852-es választásokon
  - Andrew Johnson – Abraham Lincoln helyét vette át, nem indult az 1868-as választásokon
  - Chester A. Arthur – James Garfieldet követte, nem indult az 1884-es választásokon
- Másik négy indult a választásokon, és mind a négyen sikeresen újraválasztatták magukat:
  - Theodore Roosevelt – William McKinleyt követte, 1904-ben újraválasztották
  - Calvin Coolidge – Warren G. Harding utódja, 1924-ben újraválasztották
  - Harry S. Truman – Franklin D. Roosevelt utódja, 1948-ban újraválasztották, de 1952-ben már nem indult, noha erre jogilag még lett volna lehetősége
  - Lyndon B. Johnson – John F. Kennedyt követte, 1964-ben újraválasztották, 1968-ban már nem jelöltette magát
- Gerald Fordot soha nem választották meg, őt Spiro Agnew alelnök lemondása után Richard Nixon nevezte ki alelnöknek a kongresszus támogatásával. Nixon lemondása után követte őt az elnöki székben, de az 1976-os választásokon kikapott Jimmy Cartertől. Ő az egyetlen elnök, akit sem elnökként, sem alelnökként nem választottak meg.

### Alelnöki funkciójuk lejárta után elnökké választott személyek
Ebben a listában azokat tüntetjük fel, akik kizárólag választások útján kerültek az elnöki funkcióba, miután befejezték alelnöki tevékenységüket.
- John Adams, elnökké választották 1796-ban
- Thomas Jefferson, elnökké választották 1800-ban, újraválasztották 1804-ben
- Martin Van Buren, elnökké választották 1836-ban
- Richard Nixon, elnökké választották 1968-ban, újraválasztották 1972-ben
- George H. W. Bush, elnökké választották 1988-ban
- Joe Biden, elnökké választották 2020-ban

## Lista
| Az Amerikai Egyesült Államok alelnökei                         | Az Amerikai Egyesült Államok alelnökei                         | Az Amerikai Egyesült Államok alelnökei                         | Az Amerikai Egyesült Államok alelnökei                         | Az Amerikai Egyesült Államok alelnökei                         | Az Amerikai Egyesült Államok alelnökei                         | Az Amerikai Egyesült Államok alelnökei                         | Az Amerikai Egyesült Államok alelnökei                         | Az Amerikai Egyesült Államok alelnökei                         |
| Federalista Demokrata-Republikánus Demokrata Whig Republikánus | Federalista Demokrata-Republikánus Demokrata Whig Republikánus | Federalista Demokrata-Republikánus Demokrata Whig Republikánus | Federalista Demokrata-Republikánus Demokrata Whig Republikánus | Federalista Demokrata-Republikánus Demokrata Whig Republikánus | Federalista Demokrata-Republikánus Demokrata Whig Republikánus | Federalista Demokrata-Republikánus Demokrata Whig Republikánus | Federalista Demokrata-Republikánus Demokrata Whig Republikánus | Federalista Demokrata-Republikánus Demokrata Whig Republikánus |
| #                                                              | Kép                                                            | Név                                                            | Állam                                                          | Beiktatás                                                      | Mandátum vége                                                  | Elnök                                                          | Külső hiv.                                                     |                                                                |
| -------------------------------------------------------------- | -------------------------------------------------------------- | -------------------------------------------------------------- | -------------------------------------------------------------- | -------------------------------------------------------------- | -------------------------------------------------------------- | -------------------------------------------------------------- | -------------------------------------------------------------- | -------------------------------------------------------------- |
| 1                                                              | John Adams                                                     | John Adams                                                     | Massachusetts                                                  | 1789. április 21.                                              | 1797. március 4.                                               | Washington                                                     | [ 14 ]                                                         |                                                                |
| 2                                                              | Thomas Jefferson                                               | Thomas Jefferson                                               | Virginia                                                       | 1797. március 4.                                               | 1801. március 4.                                               | J. Adams                                                       | [ 15 ]                                                         |                                                                |
| 3                                                              | Aaron Burr                                                     | Aaron Burr                                                     | New York                                                       | 1801. március 4.                                               | 1805. március 4.                                               | Jefferson                                                      | [ 16 ]                                                         |                                                                |
| 4                                                              | George Clinton                                                 | George Clinton                                                 | New York                                                       | 1805. március 4.                                               | 1812. április 20.                                              | Jefferson/ Madison                                             | [ 17 ]                                                         |                                                                |
|                                                                |                                                                | Nem volt                                                       |                                                                | 1812. április 20.                                              | 1813. március 4.                                               | Madison                                                        | [ 4 ]                                                          |                                                                |
| 5                                                              | Elbridge Gerry                                                 | Elbridge Gerry                                                 | Massachusetts                                                  | 1813. március 4.                                               | 1814. november 23.                                             | Madison                                                        | [ 18 ]                                                         |                                                                |
|                                                                |                                                                | Nem volt                                                       |                                                                | 1814. november 23.                                             | 1817. március 4.                                               | Madison                                                        | [ 4 ]                                                          |                                                                |
| 6                                                              | Daniel Tompkins                                                | Daniel D. Tompkins                                             | New York                                                       | 1817. március 4.                                               | 1825. március 4.                                               | Monroe                                                         | [ 19 ]                                                         |                                                                |
| 7                                                              | John C. Calhoun                                                | John C. Calhoun                                                | Dél-Karolina                                                   | 1825. március 4.                                               | 1832. december 28.                                             | J. Q. Adams/ Jackson                                           | [ 20 ]                                                         |                                                                |
| 7                                                              | John C. Calhoun                                                | John C. Calhoun                                                | Dél-Karolina                                                   | 1825. március 4.                                               | 1832. december 28.                                             | J. Q. Adams/ Jackson                                           | [ 20 ]                                                         |                                                                |
|                                                                |                                                                | Nem volt                                                       |                                                                | 1832. december 28.                                             | 1833. március 4.                                               | Jackson                                                        | [ 4 ]                                                          |                                                                |
| 8                                                              | Martin Van Buren                                               | Martin Van Buren                                               | New York                                                       | 1833. március 4.                                               | 1837. március 4.                                               | Jackson                                                        | [ 21 ]                                                         |                                                                |
| 9                                                              | Richard Mentor Johnson                                         | Richard Mentor Johnson                                         | Kentucky                                                       | 1837. március 4.                                               | 1841. március 4.                                               | Van Buren                                                      | [ 22 ]                                                         |                                                                |
| 10                                                             | John Tyler                                                     | John Tyler                                                     | Virginia                                                       | 1841. március 4.                                               | 1841. április 4.                                               | W. Harrison                                                    | [ 23 ]                                                         |                                                                |
|                                                                |                                                                | Nem volt                                                       |                                                                | 1841. április 4.                                               | 1845. március 4.                                               | Tyler                                                          | [ 4 ]                                                          |                                                                |
| 11                                                             | George M. Dallas                                               | George M. Dallas                                               | Pennsylvania                                                   | 1845. március 4.                                               | 1849. március 4.                                               | Polk                                                           | [ 24 ]                                                         |                                                                |
| 12                                                             | Millard Fillmore                                               | Millard Fillmore                                               | New York                                                       | 1849. március 4.                                               | 1850. július 9.                                                | Taylor                                                         | [ 25 ]                                                         |                                                                |
|                                                                |                                                                | Nem volt                                                       |                                                                | 1850. július 9.                                                | 1853. március 4.                                               | Fillmore                                                       | [ 4 ]                                                          |                                                                |
| 13                                                             | William R. King                                                | William R. King                                                | Alabama                                                        | 1853. március 4.                                               | 1853. április 18.                                              | Pierce                                                         | [ 26 ]                                                         |                                                                |
|                                                                |                                                                | Nem volt                                                       |                                                                | 1853. április 18.                                              | 1857. március 4.                                               | Pierce                                                         | [ 4 ]                                                          |                                                                |
| 14                                                             | John C. Breckinridge                                           | John C. Breckinridge                                           | Kentucky                                                       | 1857. március 4.                                               | 1861. március 4.                                               | Buchanan                                                       | [ 27 ]                                                         |                                                                |
| 15                                                             | Hannibal Hamlin                                                | Hannibal Hamlin                                                | Maine                                                          | 1861. március 4.                                               | 1865. március 4.                                               | Lincoln                                                        | [ 28 ]                                                         |                                                                |
| 16                                                             | Andrew Johnson                                                 | Andrew Johnson                                                 | Tennessee                                                      | 1865. március 4.                                               | 1865. április 15.                                              | Lincoln                                                        | [ 29 ]                                                         |                                                                |
|                                                                |                                                                | Nem volt                                                       |                                                                | 1865. április 15.                                              | 1869. március 4.                                               | A. Johnson                                                     | [ 4 ]                                                          |                                                                |
| 17                                                             | Schuyler Colfax                                                | Schuyler Colfax                                                | Indiana                                                        | 1869. március 4.                                               | 1873. március 4.                                               | Grant                                                          | [ 30 ]                                                         |                                                                |
| 18                                                             | Henry Wilson                                                   | Henry Wilson                                                   | Massachusetts                                                  | 1873. március 4.                                               | 1875. november 22.                                             | Grant                                                          | [ 31 ]                                                         |                                                                |
|                                                                |                                                                | Nem volt                                                       |                                                                | 1875. november 22.                                             | 1877. március 4.                                               | Grant                                                          | [ 4 ]                                                          |                                                                |
| 19                                                             | William A. Wheeler                                             | William A. Wheeler                                             | New York                                                       | 1877. március 4.                                               | 1881. március 4.                                               | Hayes                                                          | [ 32 ]                                                         |                                                                |
| 20                                                             | Chester A. Arthur                                              | Chester A. Arthur                                              | New York                                                       | 1881. március 4.                                               | 1881. szeptember 19.                                           | Garfield                                                       | [ 33 ]                                                         |                                                                |
|                                                                |                                                                | Nem volt                                                       |                                                                | 1881. szeptember 19.                                           | 1885. március 4.                                               | Arthur                                                         | [ 4 ]                                                          |                                                                |
| 21                                                             | Thomas Hendricks                                               | Thomas A. Hendricks                                            | Indiana                                                        | 1885. március 4.                                               | 1885. november 25.                                             | Cleveland                                                      | [ 34 ]                                                         |                                                                |
|                                                                |                                                                | Nem volt                                                       |                                                                | 1885. november 25.                                             | 1889. március 4.                                               | Cleveland                                                      | [ 4 ]                                                          |                                                                |
| 22                                                             | Levi Morton                                                    | Levi P. Morton                                                 | New York                                                       | 1889. március 4.                                               | 1893. március 4.                                               | B. Harrison                                                    | [ 35 ]                                                         |                                                                |
| 23                                                             | Adlai E. Stevenson                                             | Adlai E. Stevenson                                             | Illinois                                                       | 1893. március 4.                                               | 1897. március 4.                                               | Cleveland                                                      | [ 36 ]                                                         |                                                                |
| 24                                                             | Garret Hobart                                                  | Garret Hobart                                                  | New Jersey                                                     | 1897. március 4.                                               | 1899. november 21.                                             | McKinley                                                       | [ 37 ]                                                         |                                                                |
|                                                                |                                                                | Nem volt                                                       |                                                                | 1899. november 21.                                             | 1901. március 4.                                               | McKinley                                                       | [ 4 ]                                                          |                                                                |
| 25                                                             | Theodore Roosevelt                                             | Theodore Roosevelt                                             | New York                                                       | 1901. március 4.                                               | 1901. szeptember 14.                                           | McKinley                                                       | [ 38 ]                                                         |                                                                |
|                                                                |                                                                | Nem volt                                                       |                                                                | 1901. szeptember 14.                                           | 1905. március 4.                                               | T. Roosevelt                                                   | [ 4 ]                                                          |                                                                |
| 26                                                             | Charles W. Fairbanks                                           | Charles W. Fairbanks                                           | Indiana                                                        | 1905. március 4.                                               | 1909. március 4.                                               | T. Roosevelt                                                   | [ 39 ]                                                         |                                                                |
| 27                                                             | James S. Sherman                                               | James S. Sherman                                               | New York                                                       | 1909. március 4.                                               | 1912. október 30.                                              | Taft                                                           | [ 40 ]                                                         |                                                                |
|                                                                |                                                                | Nem volt                                                       |                                                                | 1912. október 30.                                              | 1913. március 4.                                               | Taft                                                           | [ 4 ]                                                          |                                                                |
| 28                                                             | Thomas R. Marshall                                             | Thomas R. Marshall                                             | Indiana                                                        | 1913. március 4.                                               | 1921. március 4                                                | Wilson                                                         | [ 41 ]                                                         |                                                                |
| 29                                                             | Calvin Coolidge                                                | Calvin Coolidge                                                | Massachusetts                                                  | 1921. március 4.                                               | 1923. augusztus 2.                                             | Harding                                                        | [ 42 ]                                                         |                                                                |
|                                                                |                                                                | Nem volt                                                       |                                                                | 1923. augusztus 2.                                             | 1925. március 4.                                               | Coolidge                                                       | [ 4 ]                                                          |                                                                |
| 30                                                             | Charles G. Dawes                                               | Charles G. Dawes                                               | Illinois                                                       | 1925. március 4.                                               | 1929. március 4.                                               | Coolidge                                                       | [ 43 ]                                                         |                                                                |
| 31                                                             | Charles Curtis                                                 | Charles Curtis                                                 | Kansas                                                         | 1929. március 4.                                               | 1933. március 4.                                               | Hoover                                                         | [ 44 ]                                                         |                                                                |
| 32                                                             | John Nance Garner                                              | John Nance Garner                                              | Texas                                                          | 1933. március 4.                                               | 1941. január 20.                                               | F. Roosevelt                                                   | [ 45 ]                                                         |                                                                |
| 33                                                             | Henry A. Wallace                                               | Henry A. Wallace                                               | Iowa                                                           | 1941. január 20.                                               | 1945. január 20.                                               | F. Roosevelt                                                   | [ 46 ]                                                         |                                                                |
| 34                                                             | Harry S. Truman                                                | Harry S. Truman                                                | Missouri                                                       | 1945. január 20.                                               | 1945. április 12.                                              | F. Roosevelt                                                   | [ 47 ]                                                         |                                                                |
|                                                                |                                                                | Nem volt                                                       |                                                                | 1945. április 12.                                              | 1949. január 20.                                               | Truman                                                         | [ 4 ]                                                          |                                                                |
| 35                                                             | Alben Barkley                                                  | Alben Barkley                                                  | Kentucky                                                       | 1949. január 20.                                               | 1953. január 20.                                               | Truman                                                         | [ 48 ]                                                         |                                                                |
| 36                                                             | Richard Nixon                                                  | Richard Nixon                                                  | Kalifornia                                                     | 1953. január 20.                                               | 1961. január 20.                                               | Eisenhower                                                     | [ 49 ]                                                         |                                                                |
| 37                                                             | Lyndon B. Johnson                                              | Lyndon B. Johnson                                              | Texas                                                          | 1961. január 20.                                               | 1963. november 22.                                             | Kennedy                                                        | [ 50 ]                                                         |                                                                |
|                                                                |                                                                | Nem volt                                                       |                                                                | 1963. november 22.                                             | 1965. január 20.                                               | L. Johnson                                                     | [ 4 ]                                                          |                                                                |
| 38                                                             | Hubert H. Humphrey                                             | Hubert Humphrey                                                | Minnesota                                                      | 1965. január 20.                                               | 1969. január 20.                                               | L. Johnson                                                     | [ 51 ]                                                         |                                                                |
| 39                                                             | Spiro T. Agnew                                                 | Spiro Agnew                                                    | Maryland                                                       | 1969. január 20.                                               | 1973. október 10.                                              | Nixon                                                          | [ 52 ]                                                         |                                                                |
|                                                                |                                                                | Nem volt                                                       |                                                                | 1973. október 10.                                              | 1973. december 6.                                              | Nixon                                                          | [ 4 ]                                                          |                                                                |
| 40                                                             | Gerald Ford                                                    | Gerald Ford                                                    | Michigan                                                       | 1973. december 6.                                              | 1974. augusztus 9.                                             | Nixon                                                          | [ 53 ]                                                         |                                                                |
|                                                                |                                                                | Nem volt                                                       |                                                                | 1974. augusztus 9.                                             | 1974. december 19.                                             | Ford                                                           | [ 4 ]                                                          |                                                                |
| 41                                                             | Nelson Rockefeller                                             | Nelson Rockefeller                                             | New York                                                       | 1974. december 19.                                             | 1977. január 20.                                               | Ford                                                           | [ 54 ]                                                         |                                                                |
| 42                                                             | Walter Mondale                                                 | Walter Mondale                                                 | Minnesota                                                      | 1977. január 20.                                               | 1981. január 20.                                               | Carter                                                         | [ 55 ]                                                         |                                                                |
| 43                                                             | George Herbert Walker Bush                                     | George H. W. Bush                                              | Texas                                                          | 1981. január 20.                                               | 1989. január 20.                                               | Reagan                                                         | [ 56 ]                                                         |                                                                |
| 44                                                             | Dan Quayle                                                     | Dan Quayle                                                     | Indiana                                                        | 1989. január 20.                                               | 1993. január 20.                                               | G. H. W. Bush                                                  | [ 57 ]                                                         |                                                                |
| 45                                                             | Al Gore                                                        | Al Gore                                                        | Tennessee                                                      | 1993. január 20.                                               | 2001. január 20.                                               | Clinton                                                        | [ 58 ]                                                         |                                                                |
| 46                                                             | Dick Cheney                                                    | Dick Cheney                                                    | Wyoming                                                        | 2001. január 20.                                               | 2009. január 20.                                               | G. W. Bush                                                     | [ 59 ]                                                         |                                                                |
| 47                                                             | Joe Biden                                                      | Joe Biden                                                      | Delaware                                                       | 2009. január 20.                                               | 2017. január 20.                                               | Obama                                                          | [ 60 ]                                                         |                                                                |
| 48                                                             |                                                                | Mike Pence                                                     | Indiana                                                        | 2017. január 20.                                               | 2021. január 20.                                               | Trump                                                          | [ 61 ]                                                         |                                                                |
| 49                                                             |                                                                | Kamala Harris                                                  | Kalifornia                                                     | 2021. január 20.                                               | 2025. január 20.                                               | Biden                                                          | [ 62 ]                                                         |                                                                |
| 50                                                             |                                                                | J. D. Vance                                                    | Ohio                                                           | 2025. január 20.                                               | hivatalban                                                     | Trump                                                          |                                                                |                                                                |